# Pycnonotus
Pycnonotus és un gènere d'ocells de la família dels picnonòtids (Pycnonotidae). Aquests bulbuls viuen en hàbitats forestals; algunes espècies en Àfrica, però la major part ho fan a l'Àsia meridional i el sud-est asiàtic.
La major part fan una llargària de 10-18 cm, però algunes espècies arriben als 29 cm. Plomatge molt variable, la majoria amb colors apagats. De vegades apareixen colors com ara el vermell, groc, taronja, negre o zones blanques. Alguns tenen crestes al cap.

## Taxonomia
Segons la classificació del Congrés Ornitològic Internacional 13.2 (2023), aquest gènere conté 34 espècies:
- Pycnonotus aurigaster - Bulbul culdaurat
- Pycnonotus barbatus - Bulbul comú.
- Pycnonotus bimaculatus - Bulbul bimaculat
- Pycnonotus blanfordi - Bulbul de Blanford
- Pycnonotus brunneus - Bulbul ullvermell asiàtic
- Pycnonotus cafer - Bulbul cul-roig
- Pycnonotus capensis - Bulbul del Cap
- Pycnonotus cinereifrons - Bulbul de front cendrós.
- Pycnonotus conradi - Bulbul de Conrad.
- Pycnonotus davisoni - Bulbul de Davison.
- Pycnonotus dodsoni. Bulbul de Dodson.
- Pycnonotus finlaysoni - Bulbul de Finlayson.
- Pycnonotus flavescens - Bulbul groguenc.
- Pycnonotus goiavier - Bulbul culgroc.
- Pycnonotus jocosus - Bulbul orfeu.
- Pycnonotus leucogenys - Bulbul de l'Himàlaia.
- Pycnonotus leucops - Bulbul carablanc.
- Pycnonotus leucotis - Bulbul d'orelles blanques.
- Pycnonotus luteolus - Bulbul cellablanc.
- Pycnonotus nigricans - Bulbul ullvermell africà.
- Pycnonotus penicillatus - Bulbul orellut.
- Pycnonotus plumosus - Bulbul d'ales olivàcies.
- Pycnonotus pseudosimplex.
- Pycnonotus simplex - Bulbul ullblanc.
- Pycnonotus sinensis - Bulbul de la Xina.
- Pycnonotus snouckaerti - Bulbul d'Aceh.
- Pycnonotus somaliensis - Bulbul de Somàlia.
- Pycnonotus taivanus - Bulbul de Taiwan.
- Pycnonotus tricolor - Bulbul tricolor.
- Pycnonotus tympanistrigus - Bulbul colltacat.
- Pycnonotus xantholaemus - Bulbul capdaurat.
- Pycnonotus xanthopygos - Bulbul d'ulleres blanques.
- Pycnonotus xanthorrhous - Bulbul pitbrú.
- Pycnonotus zeylanicus - Bulbul capgroc.